# 飛鳥山公園モノレール
飛鳥山公園モノレール（あすかやまこうえんモノレール）は、東京都北区王子の飛鳥山公園にあるスロープカーである。愛称は、施設名があすかパークレール、車両名がアスカルゴである。

## 概要
高齢者、障害者や子供連れなど誰もが飛鳥山公園を利用しやすくするために、北区が飛鳥山公園の北部に2億6千万円かけて設置した昇降設備で、2009年7月17日から運行を開始している。
他のスロープカーと同様に法律上はエレベーター扱い（斜行エレベーター）であり、鉄道・軌道路線ではない。
車両名はゆっくり上がる様子がエスカルゴ（カタツムリ）に似ている事から、飛鳥山公園と組み合わせて付けられた。
- 走行区間遠望
- 山頂側正面

## 沿革
- 2009年（平成21年）7月17日 - 供用開始。

## 路線データ
- 延長：レール延長48m（傾斜角度24度）
- 車両：アスカルゴ
- 走行区間：飛鳥山公園入口駅 - 飛鳥山山頂駅
- 標高差：17.4m
- 運行方法：無人運転（押しボタン運転方式）
- バリアフリー：車イス・ベビーカーでも利用可
- 運行中は係員が乗降場に常駐、防犯カメラ（車内1基、乗降場2基）インターフォン（車内）設置。
- 倍賞千恵子が案内アナウンスをしている。

## 運賃
無料｡

## 運転時間･運転日
運転時間は午前10時から午後4時まで（強風等悪天候の場合は、安全確保のため運転を中止することがある）、運転日は、12月29日から1月3日までを除く毎日（保守管理などによる運休があり）。 

## 乗降場
- 飛鳥山公園入口駅 - 飛鳥山山頂駅
- 飛鳥山公園入口駅は王子駅と至近距離にあり､乗換可能である｡